# Arundinaria
Arundinaria, rod trajnica iz porodice trava. Sastoji se od tri vrste na jugu i jugoitoku SAD-a. Pripada potporodici Bambusoideae i tribusu Arundinarieae

## Općenito
Arundinaria je rod bambusa iz porodice trava (Poaceae), nalazi se u umjerenim područjima. Biljke obično rastu u močvarnim područjima ili uz riječne obale, a stabljike se mogu uplesti u košare i prostirke te se koriste za izradu lula i štapova za pecanje. Taksonomija roda je sporna, a točan broj vrsta i njihova distribucija ostaju neriješeni.

## Opis
Vrste Arundinaria su drvenaste trajnice i visine su od 0,5 do 8 metara (1,6 do 26 stopa). Većina vrsta širi se vegetativno puzavim rizomima (podzemne stabljike) i mogu formirati guste kolonije koje isključuju druge biljke. Cilindrične stabljike karakteriziraju postojani lisni omotači s krutim grubim čekinjama; listovi su dugi i uski. Nove stabljike proizvode prepoznatljivu lepezu lišća poznatu kao vršni čvor. Spolno razmnožavanje je rijetko, a kolonije obično umiru nakon cvatnje i stvaranja sjemena.

## Vrste
1. Arundinaria appalachiana Triplett, Weakley & L.G.Clark
2. Arundinaria gigantea (Walter) Muhl.
3. Arundinaria tecta Muhl.

## Sinonimi
- Ludolfia Willd.
- Macronax Raf.
- Miegia Pers.
- Triglossum Fisch.